# Val de San Vicente
Val de San Vicente település Spanyolországban, Kantábria autonóm közösségben. Val de San Vicente San Vicente de la Barquera, Herrerías, Peñamellera Baja és Ribadedeva községekkel határos. Lakosainak száma 2796 fő (2024).

## Népesség
A település népessége az elmúlt években az alábbi módon változott:
| Lakosok száma | 2595 | 2601 | 2722 | 2784 | 2844 | 2823 | 2804 | 2728 | 2801 | 2796 |
|               | 2001 | 2004 | 2007 | 2009 | 2012 | 2014 | 2017 | 2019 | 2022 | 2024 |